# آسیاب‌های آبی طلاآباد
آسیاب‌های آبی طلاآباد مربوط به اواخر دوره صفوی است و در شهرستان کاشمر، بخش مرکزی، روستای قوژد واقع شده و این اثر در تاریخ ۲۲ مرداد ۱۳۸۴ با شمارهٔ ثبت ۱۳۱۸۲ به‌عنوان یکی از آثار ملی ایران به ثبت رسیده است. این آسیاب‌ها تا چند سال پیش فعال بوده است و در اثر خشکسالی سال‌های اخیر متروک مانده‌اند.

## نگارخانه

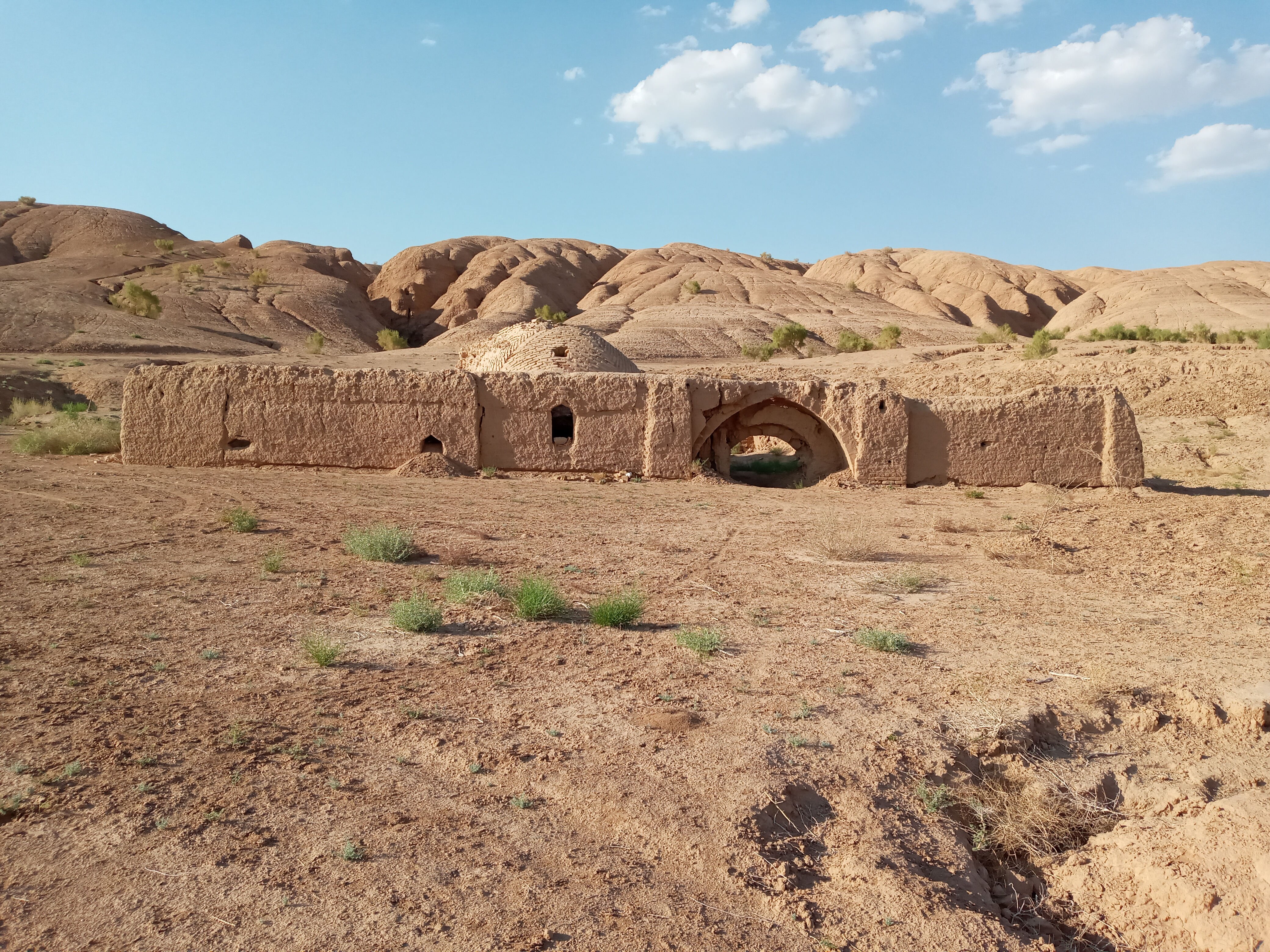
آسیاب‌های آبی طلاآباد
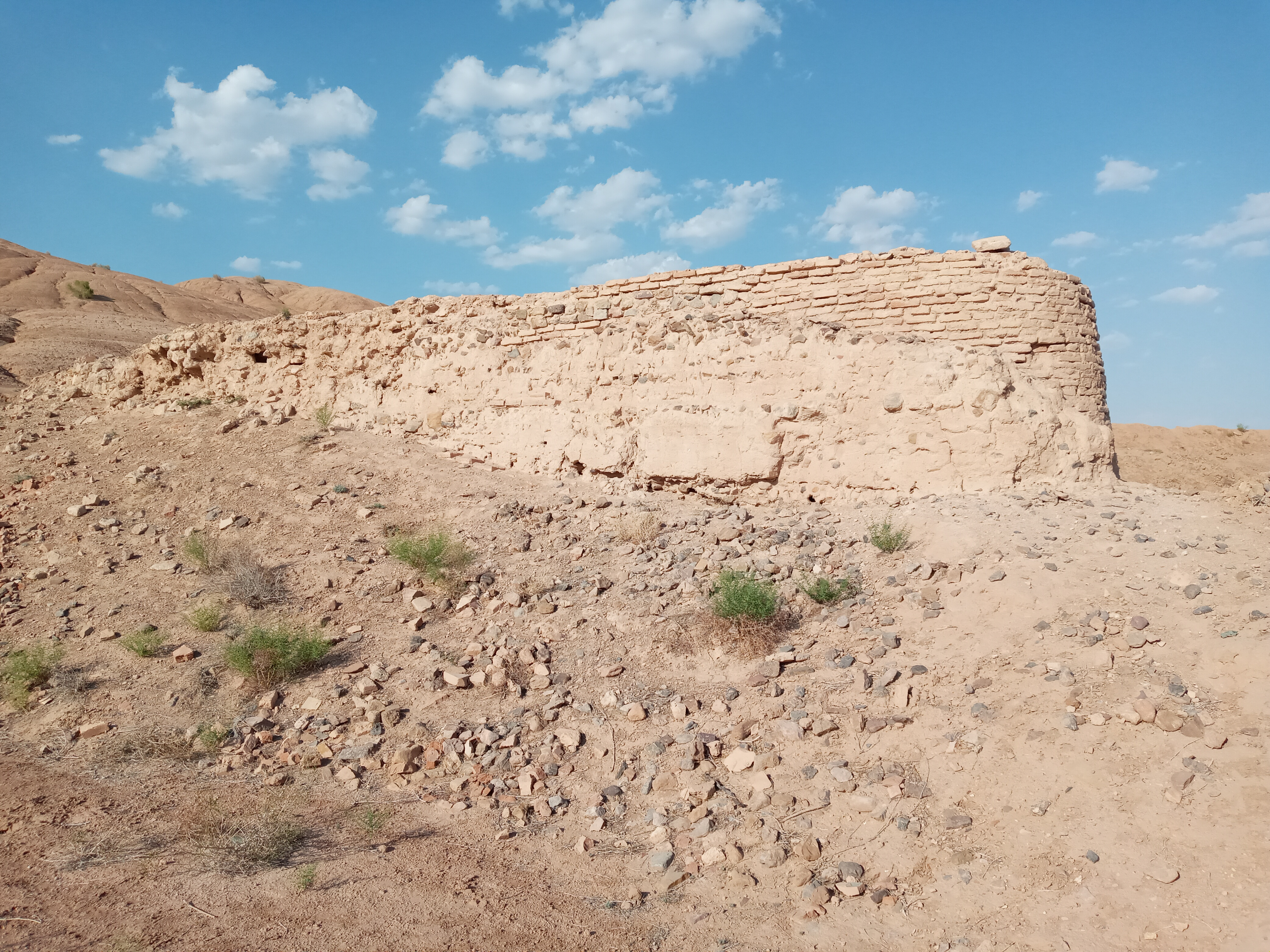
آسیاب‌های آبی طلاآباد
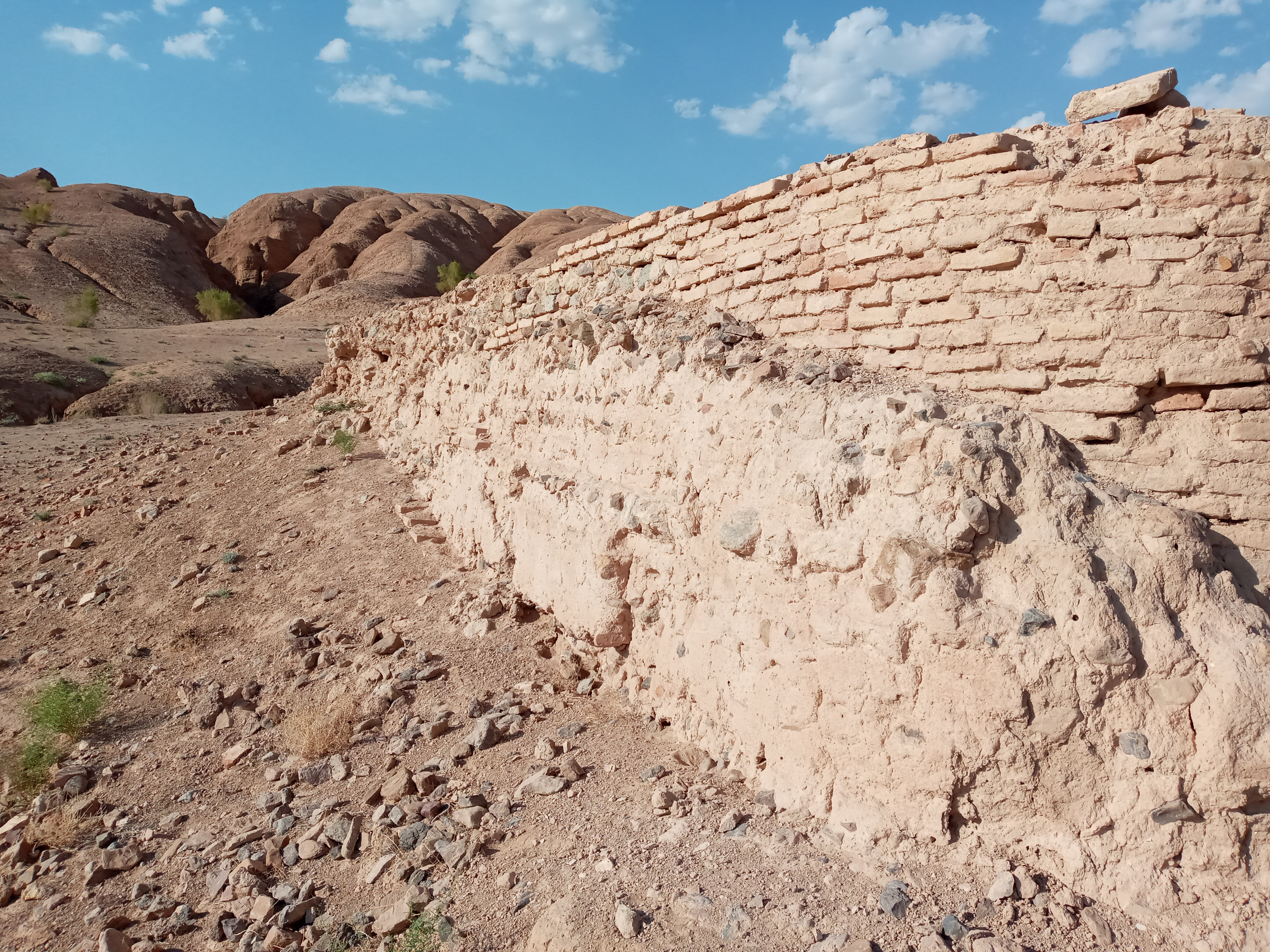
آسیاب‌های آبی طلاآباد
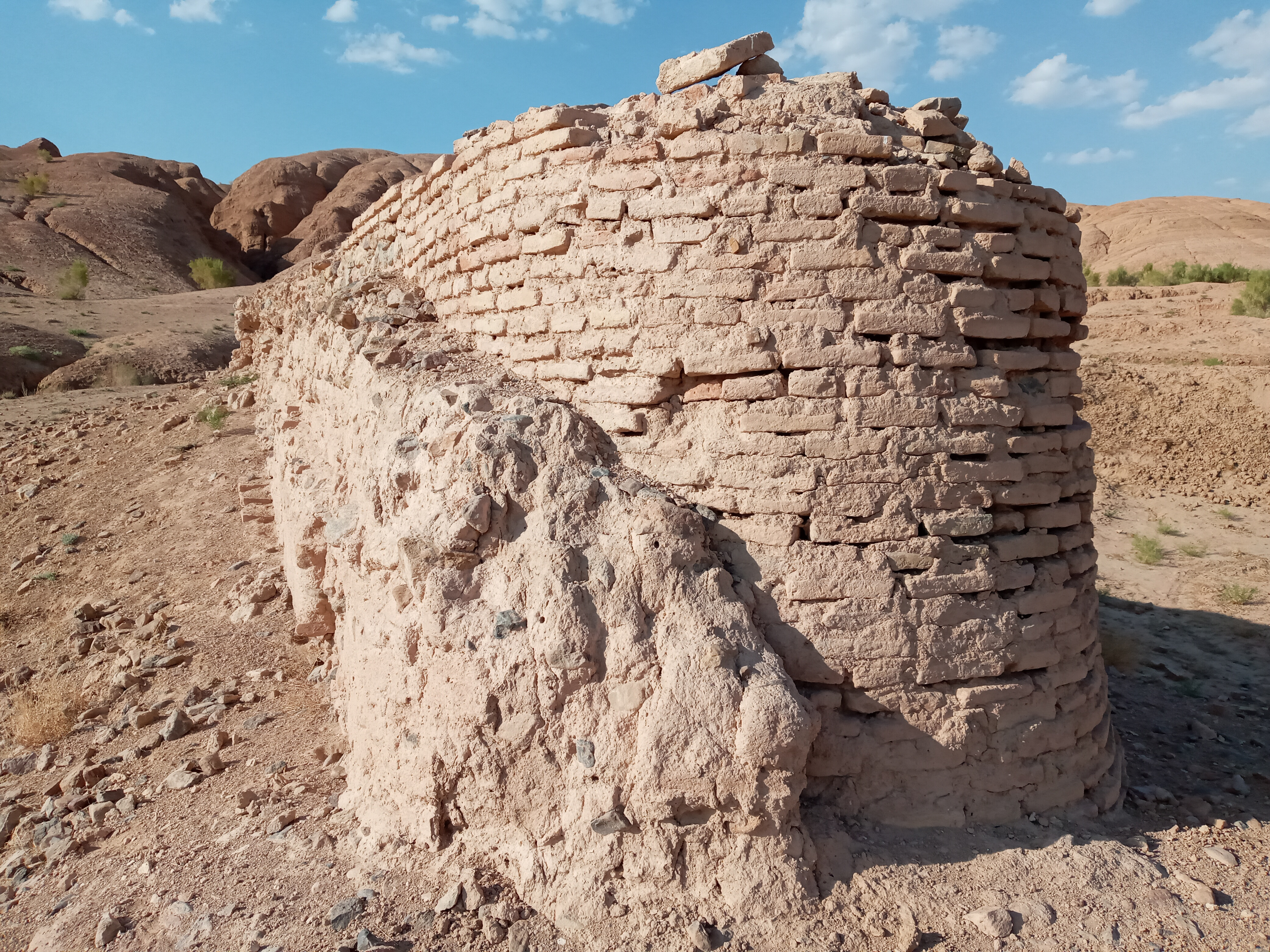
آسیاب‌های آبی طلاآباد
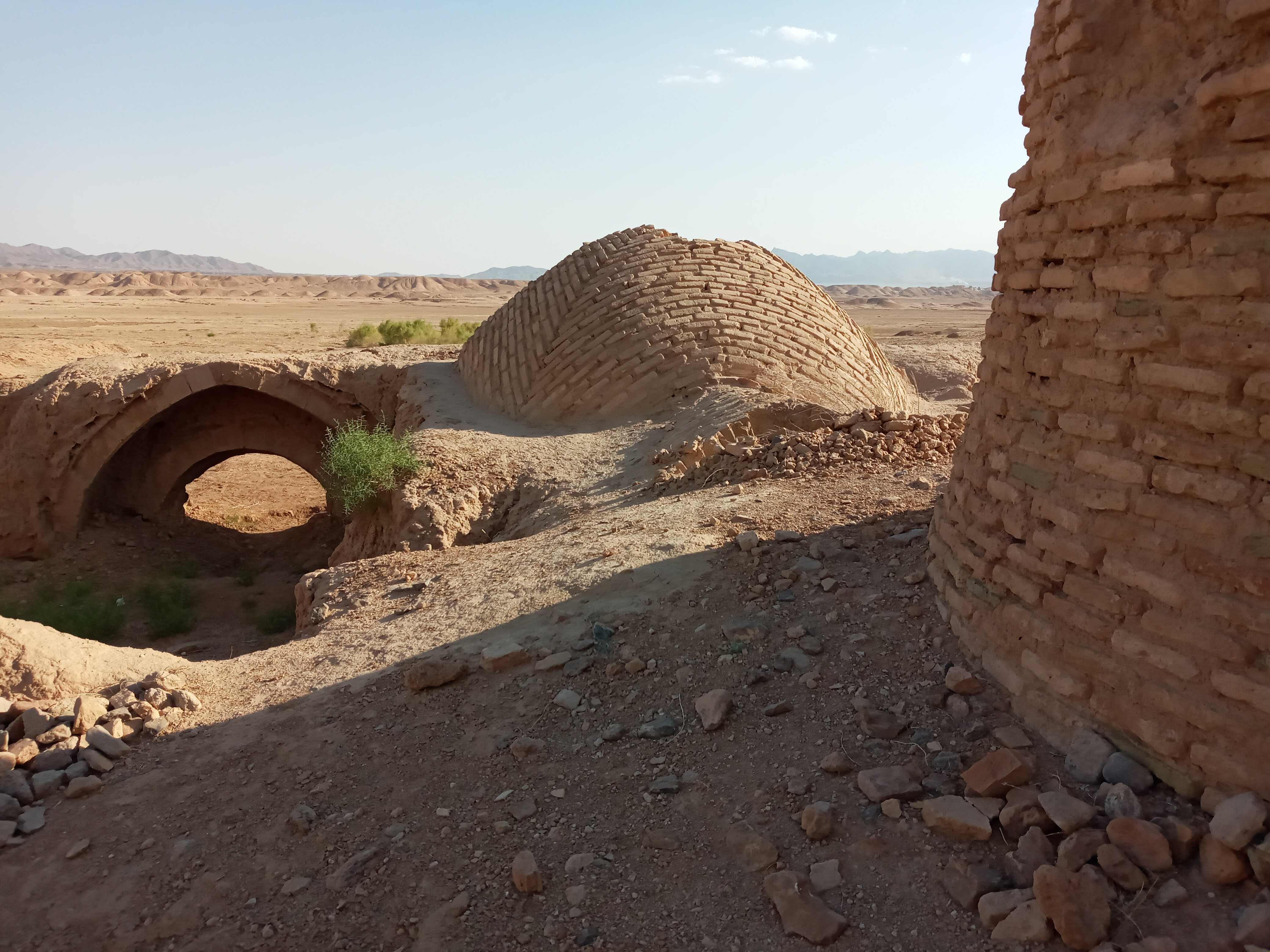
آسیاب‌های آبی طلاآباد
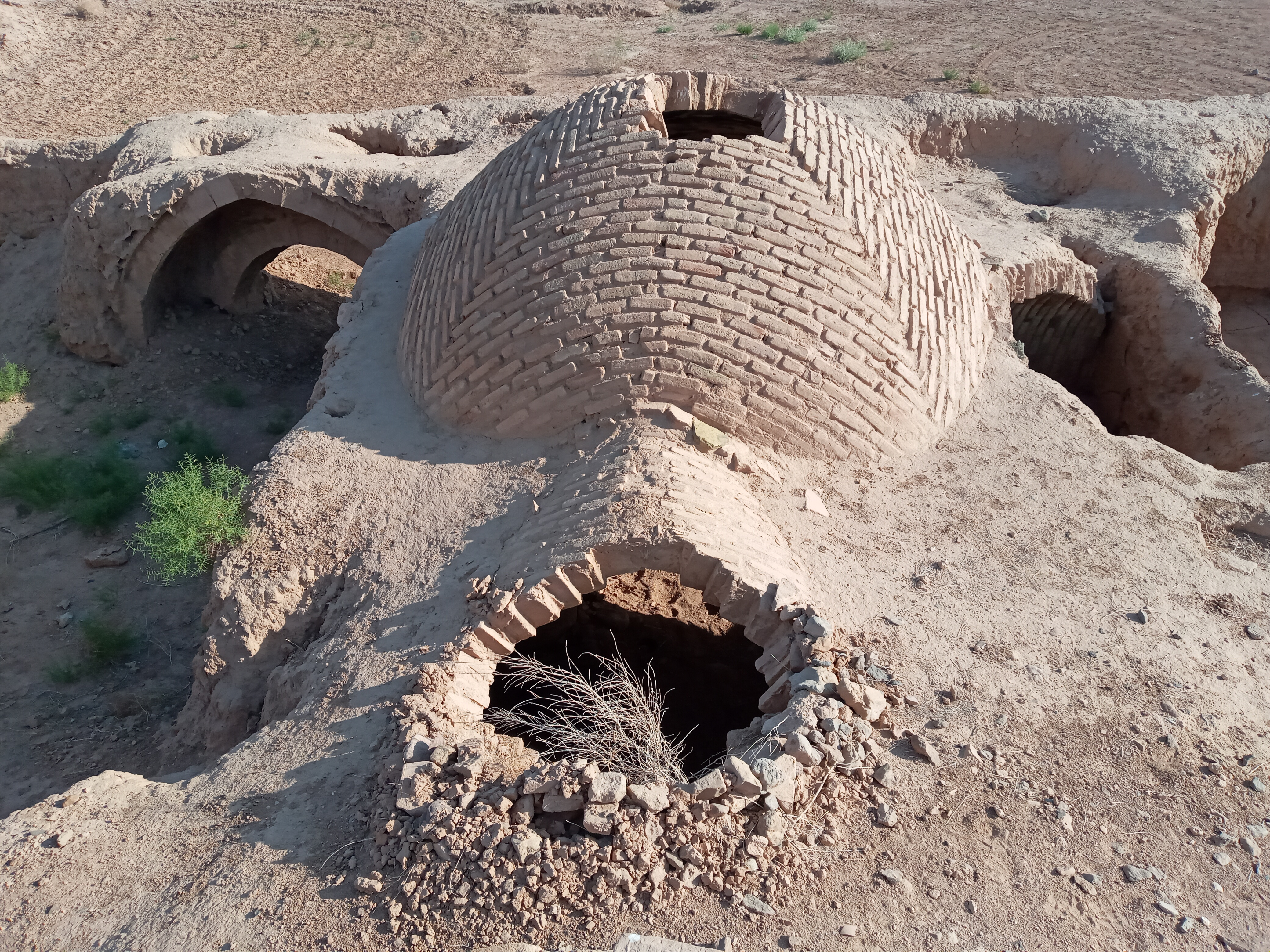
آسیاب‌های آبی طلاآباد
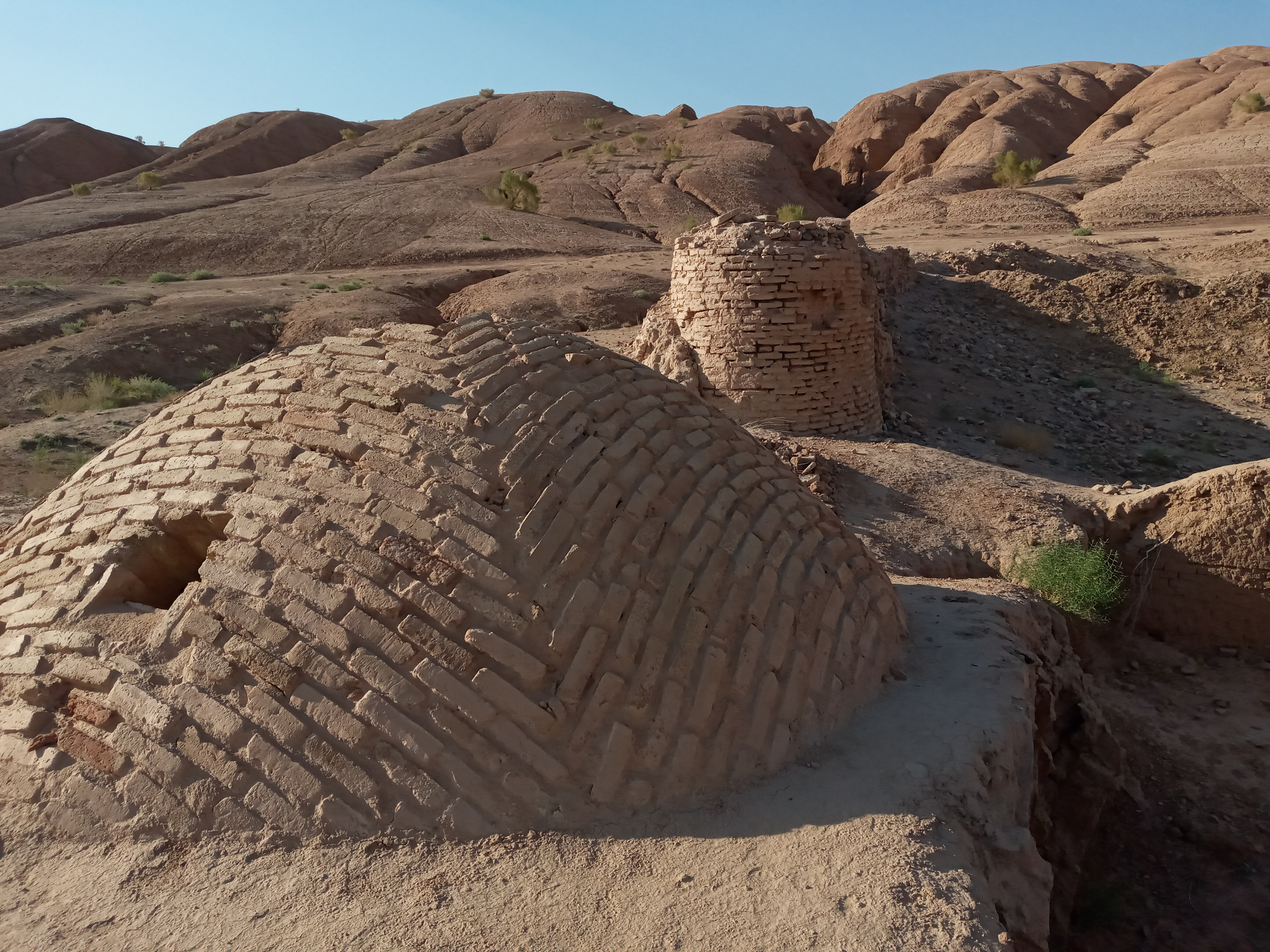
آسیاب‌های آبی طلاآباد
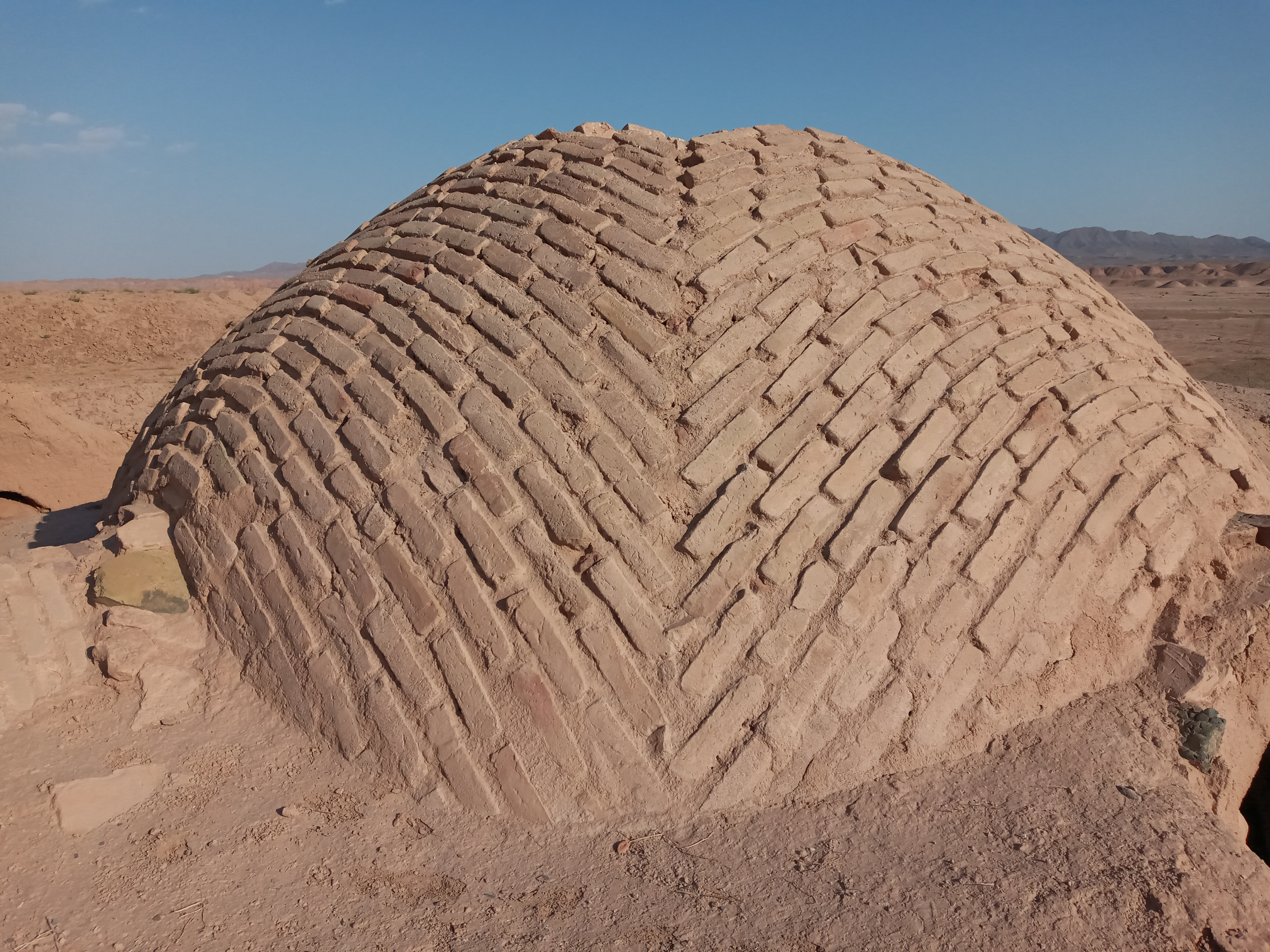
آسیاب‌های آبی طلاآباد
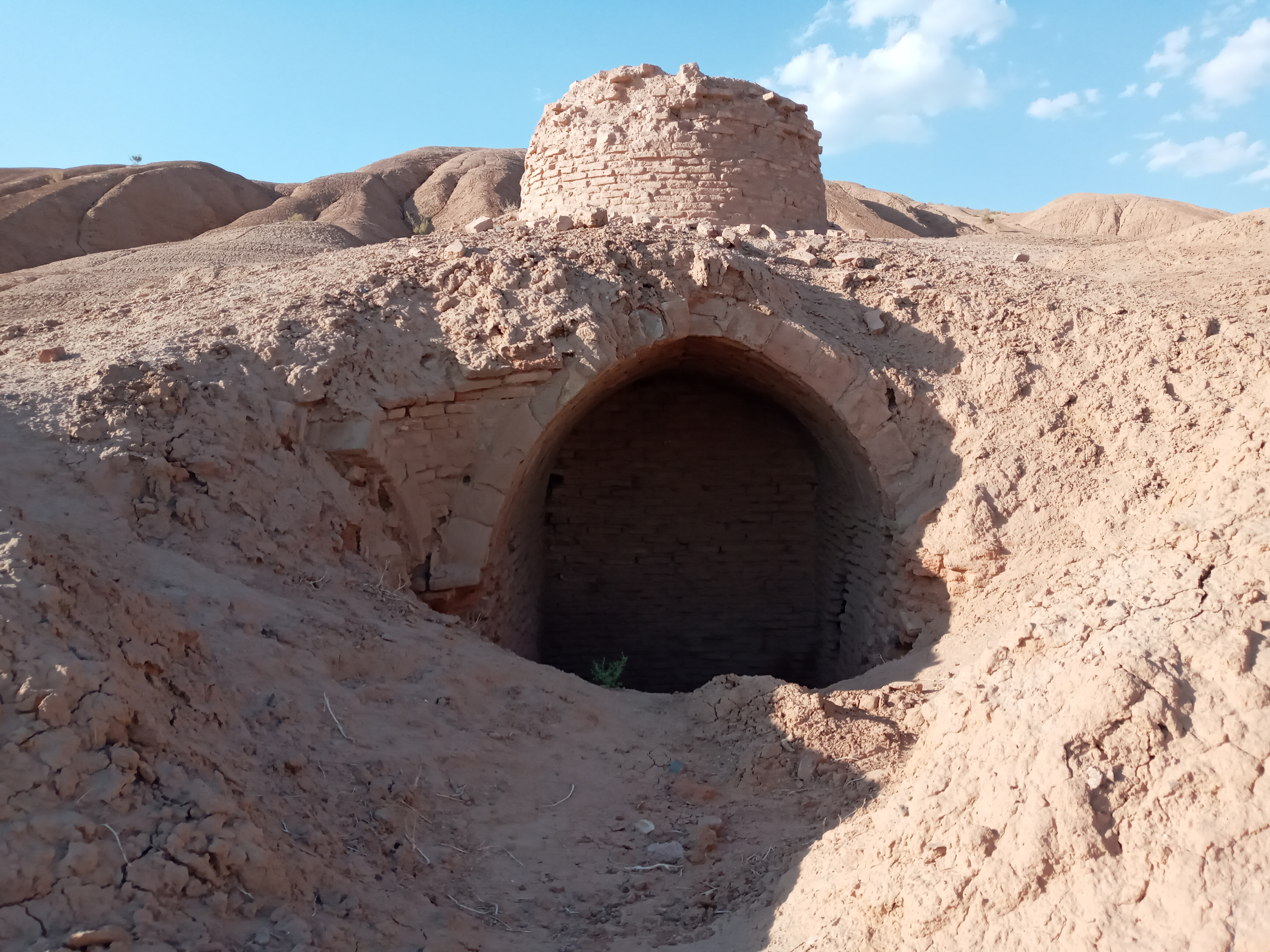
آسیاب‌های آبی طلاآباد
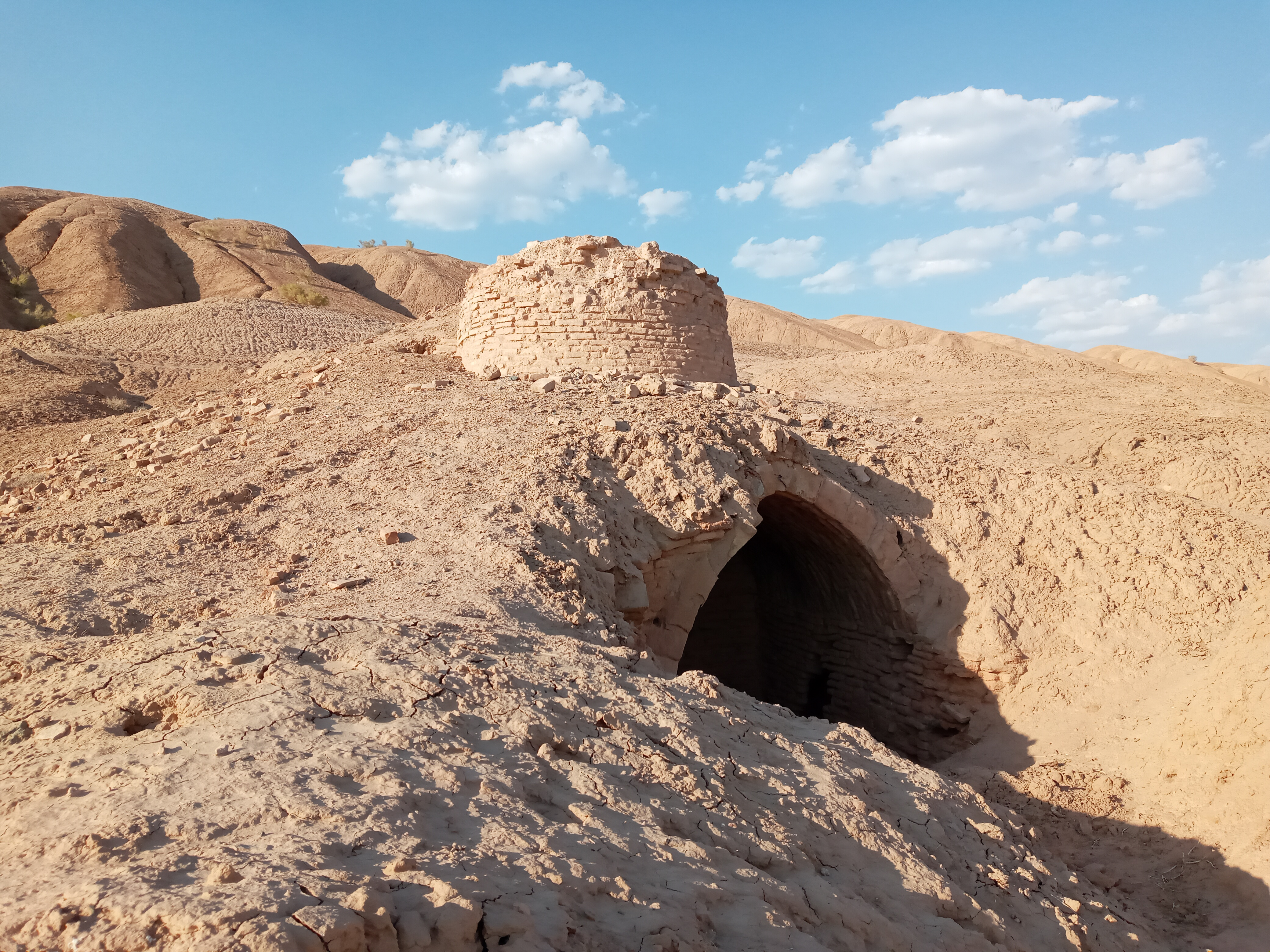
آسیاب‌های آبی طلاآباد
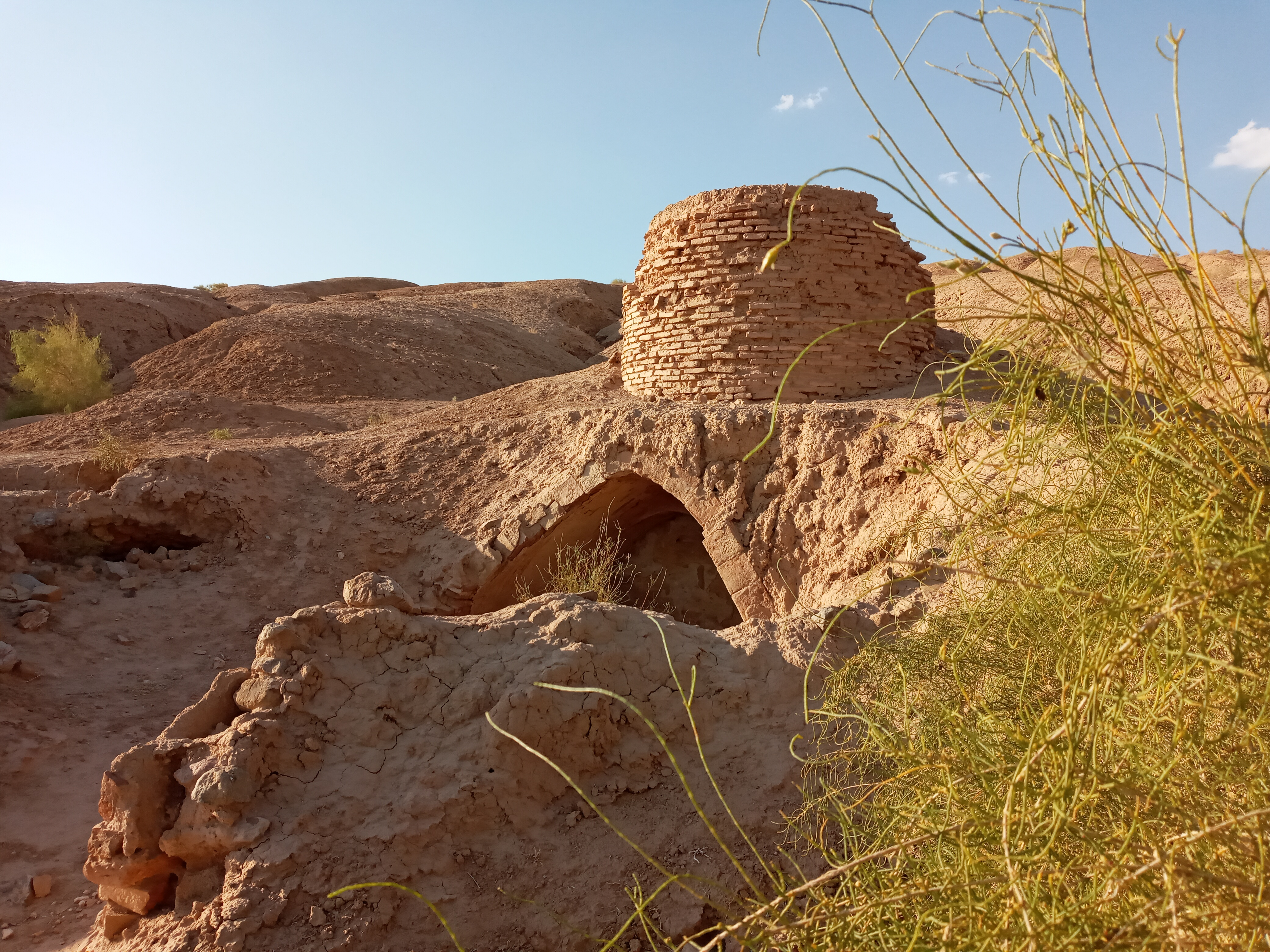
آسیاب‌های آبی طلاآباد
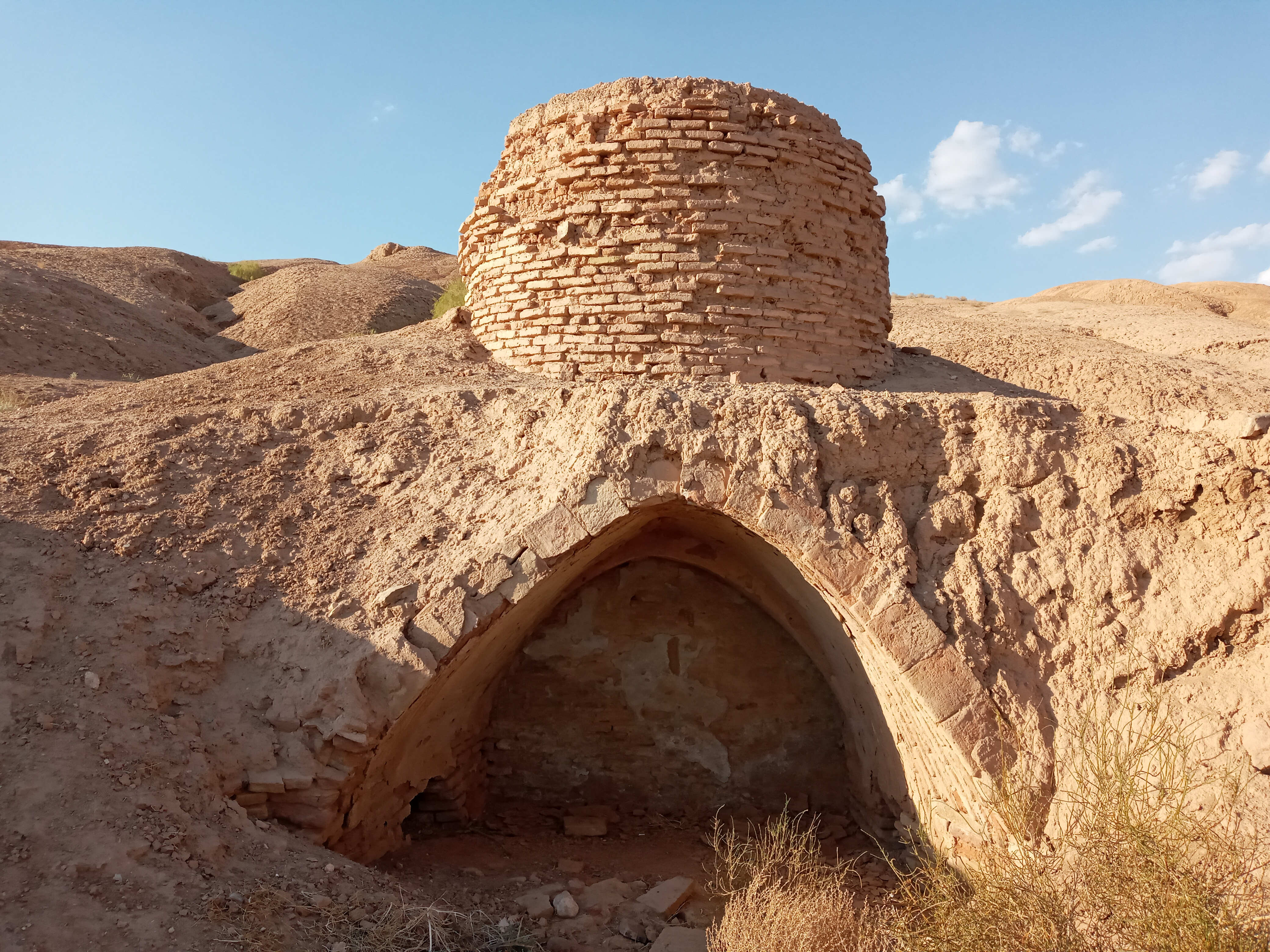
آسیاب‌های آبی طلاآباد
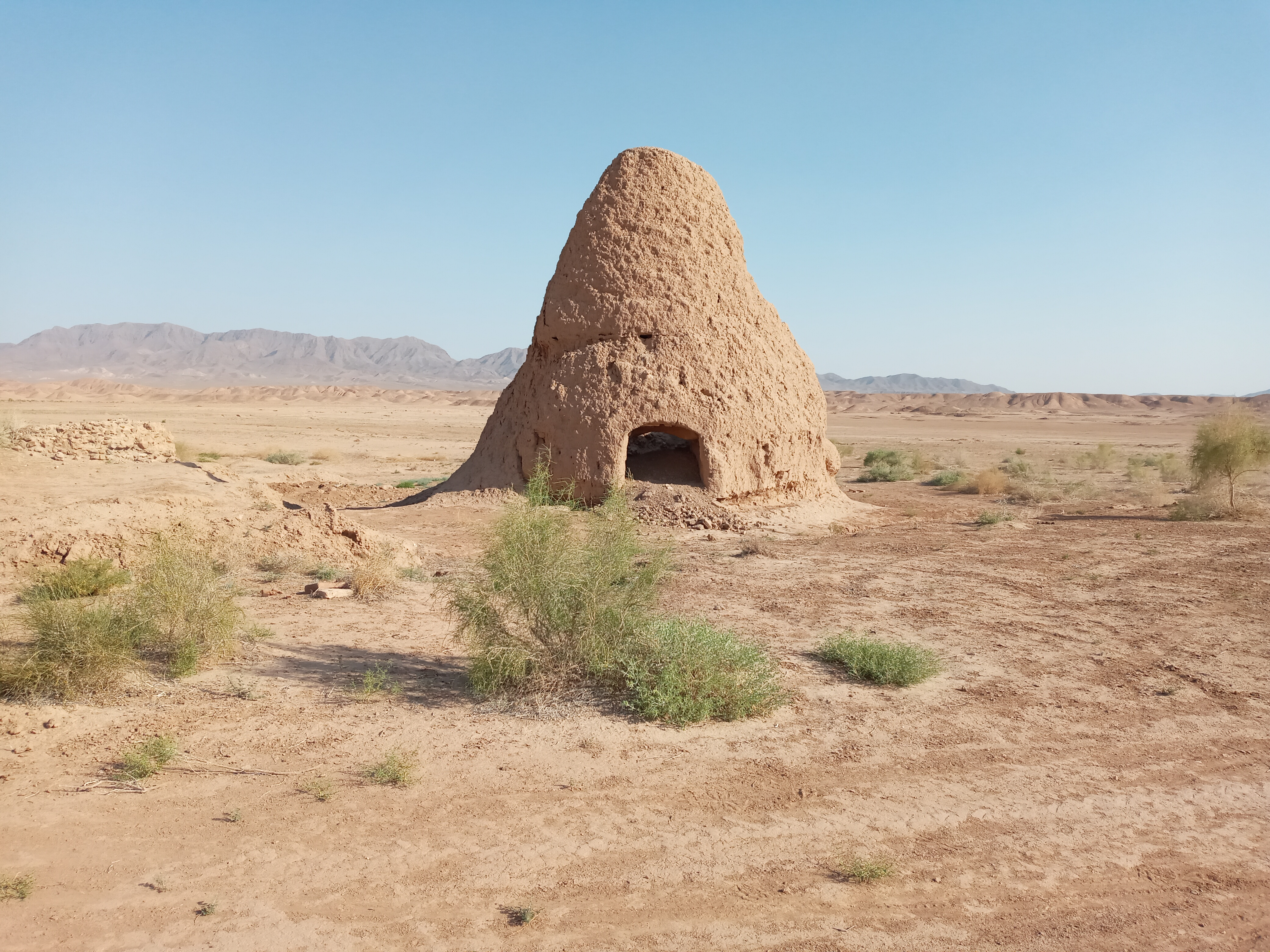
آسیاب‌های آبی طلاآباد
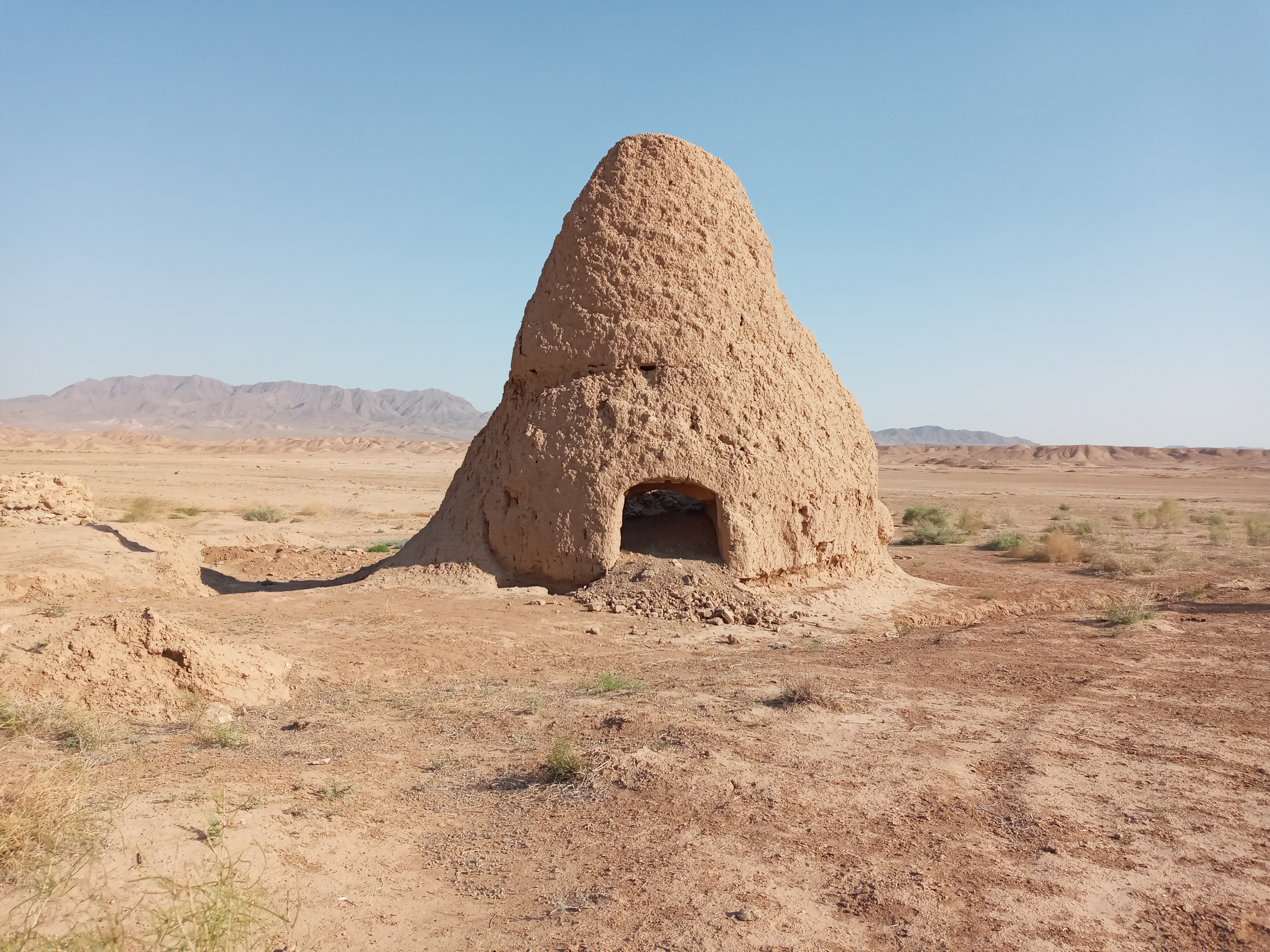
آسیاب‌های آبی طلاآباد
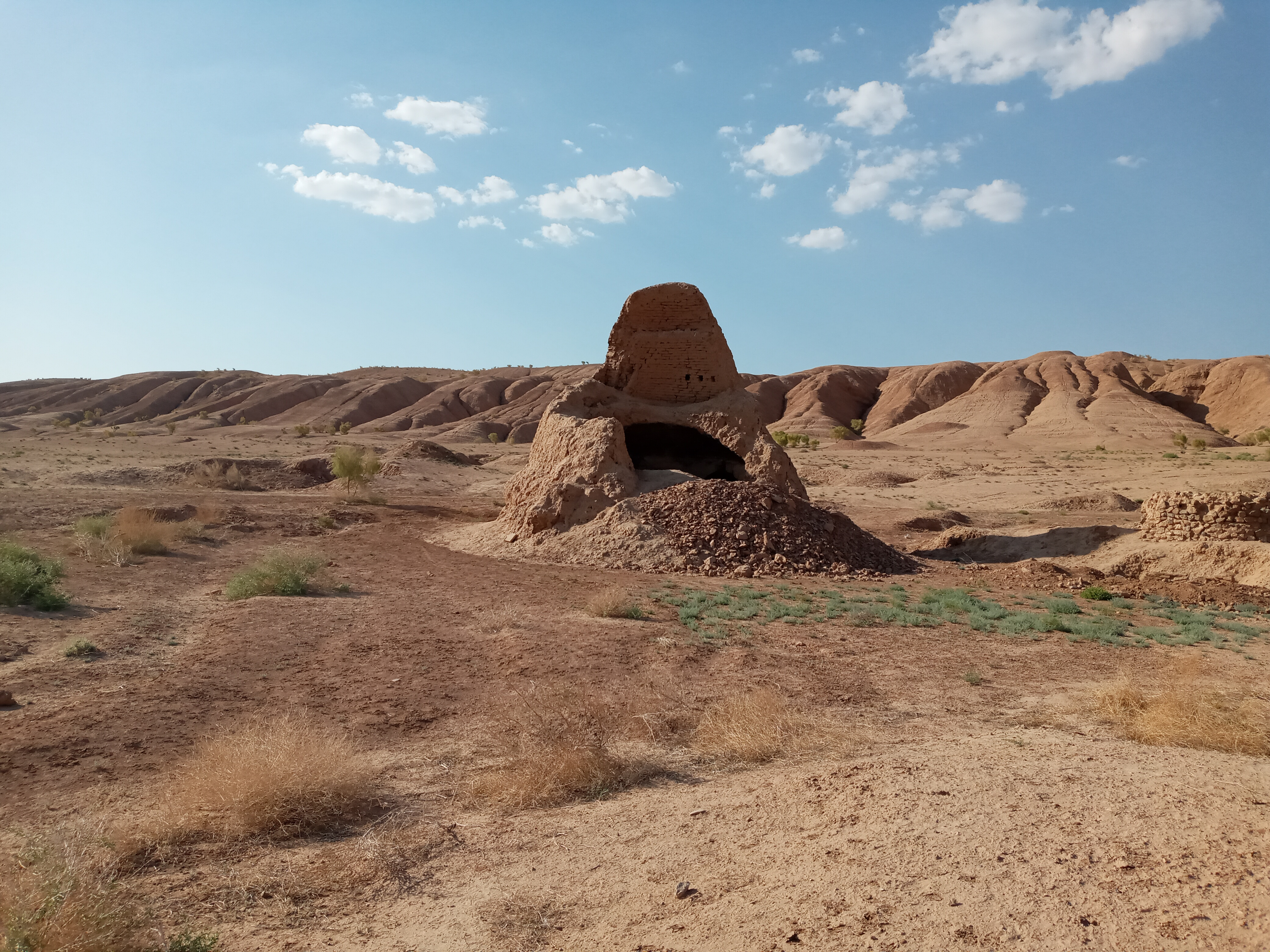
آسیاب‌های آبی طلاآباد
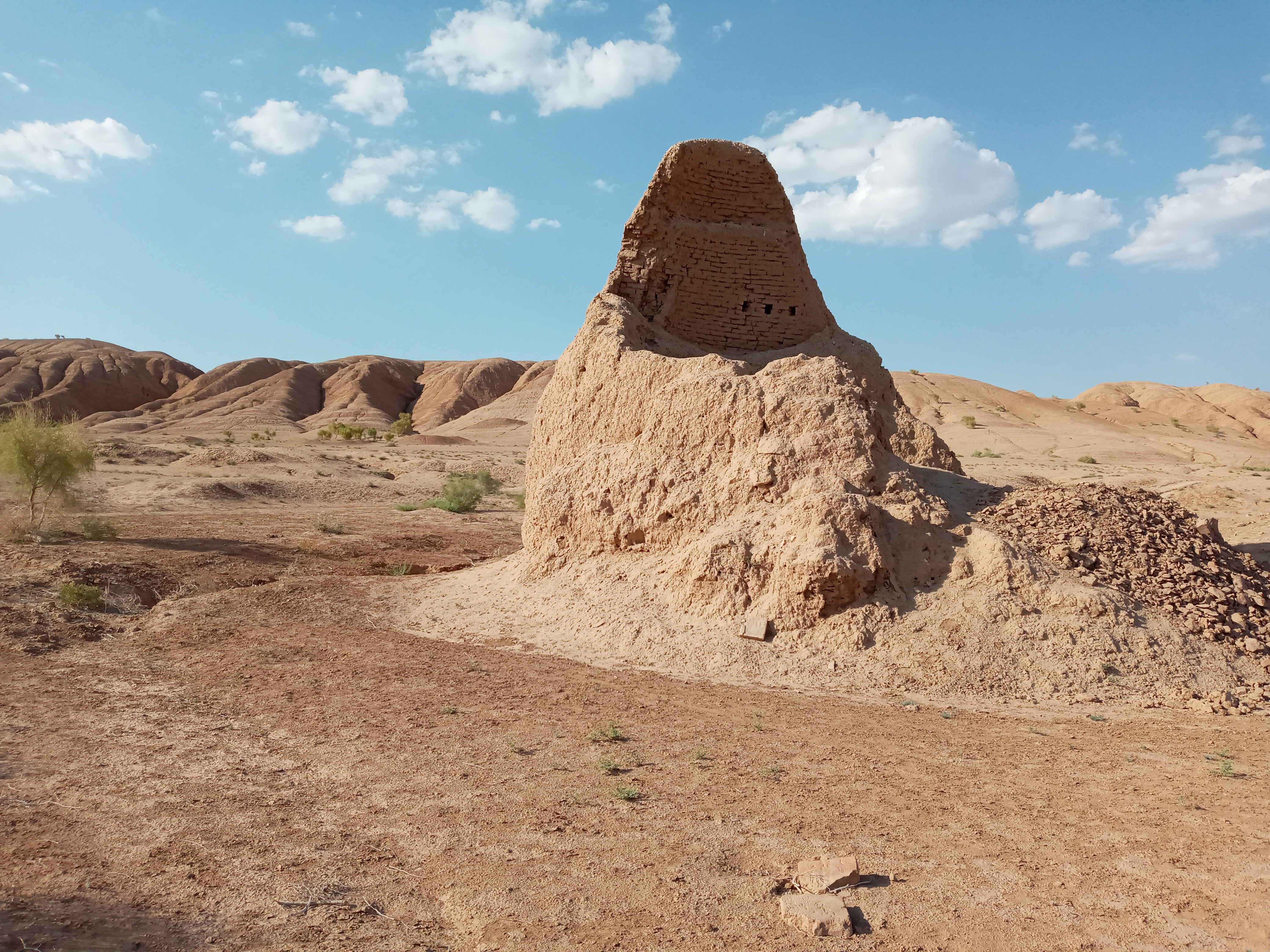
آسیاب‌های آبی طلاآباد
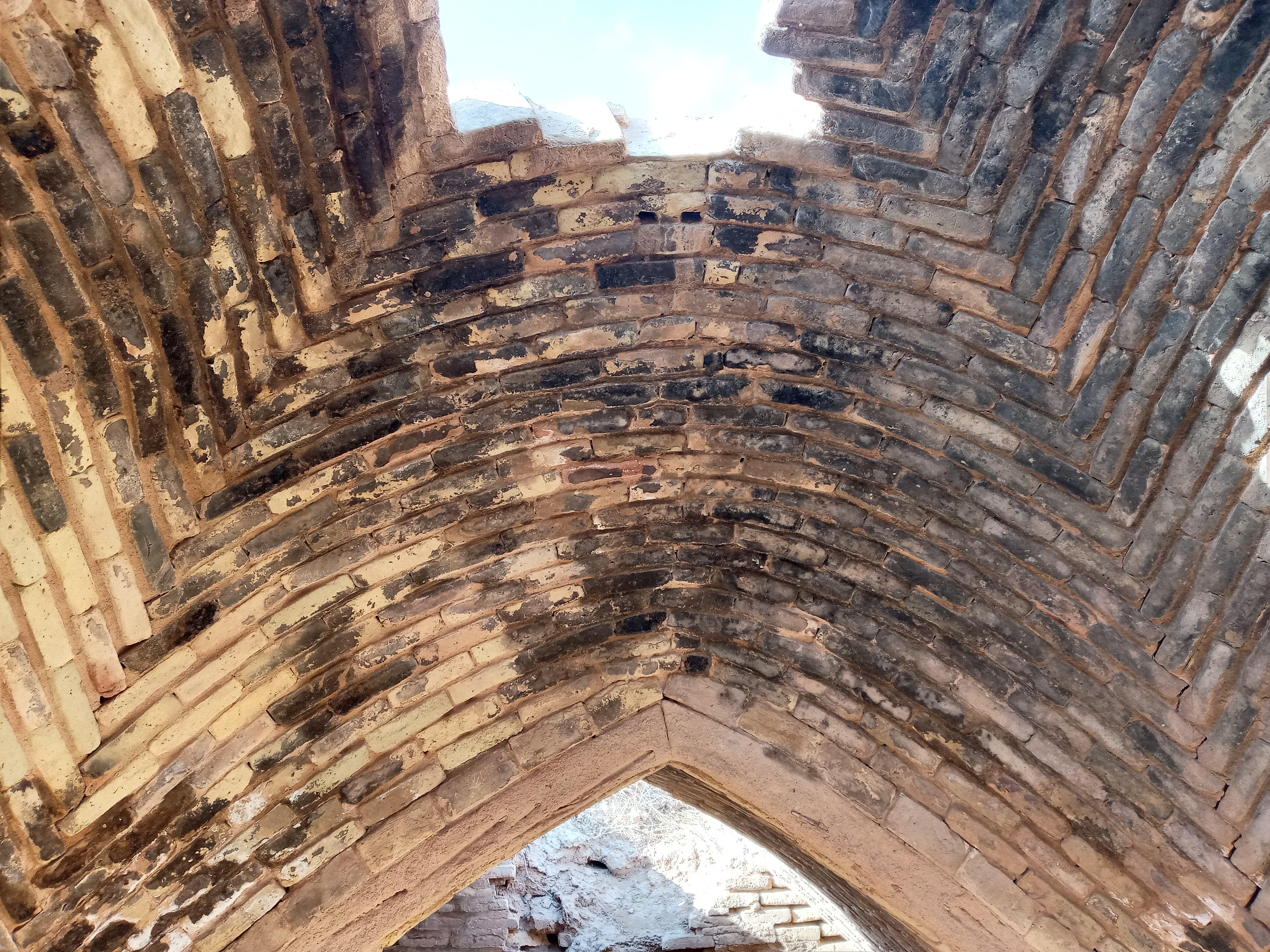
آسیاب‌های آبی طلاآباد
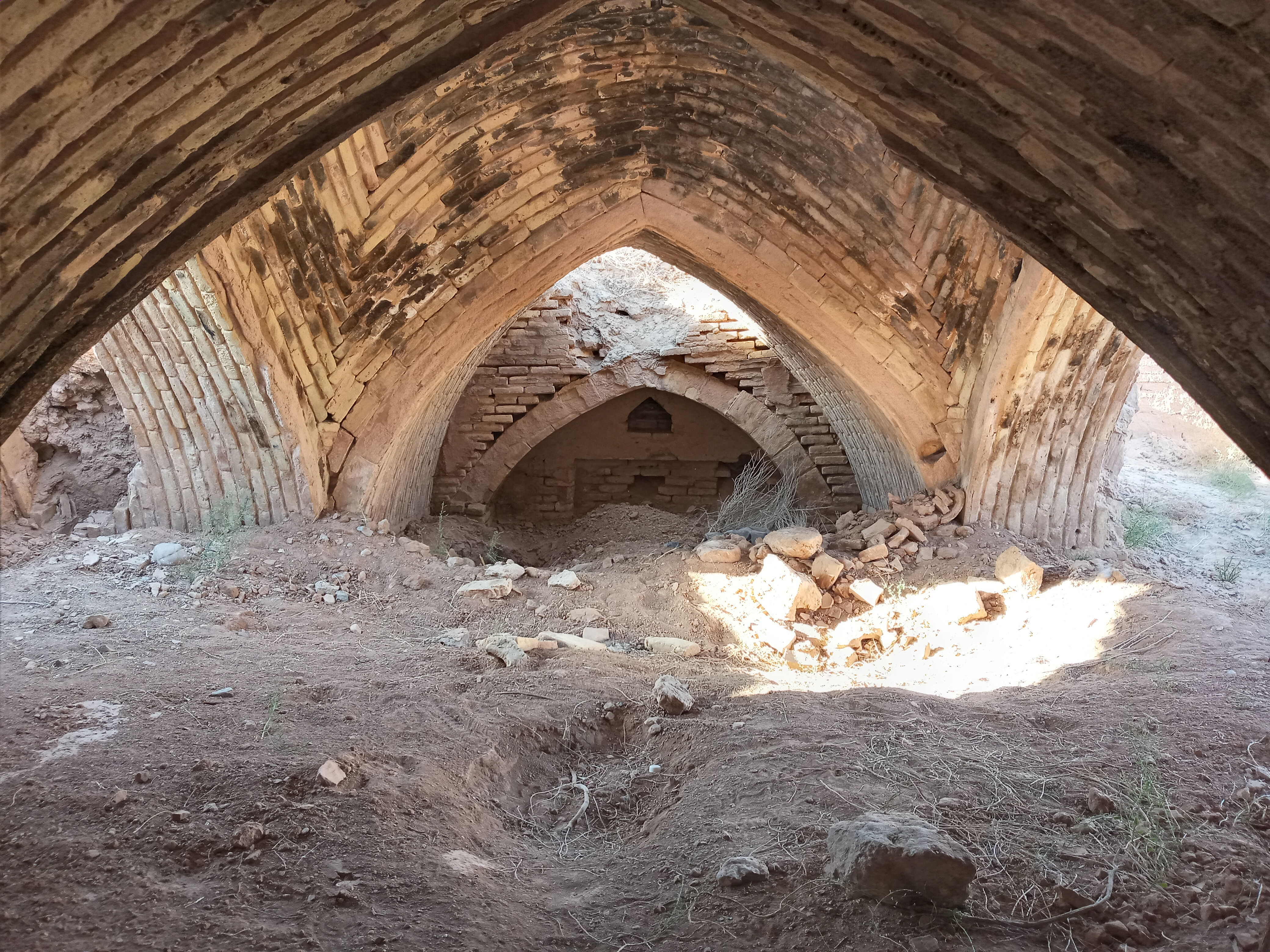
آسیاب‌های آبی طلاآباد
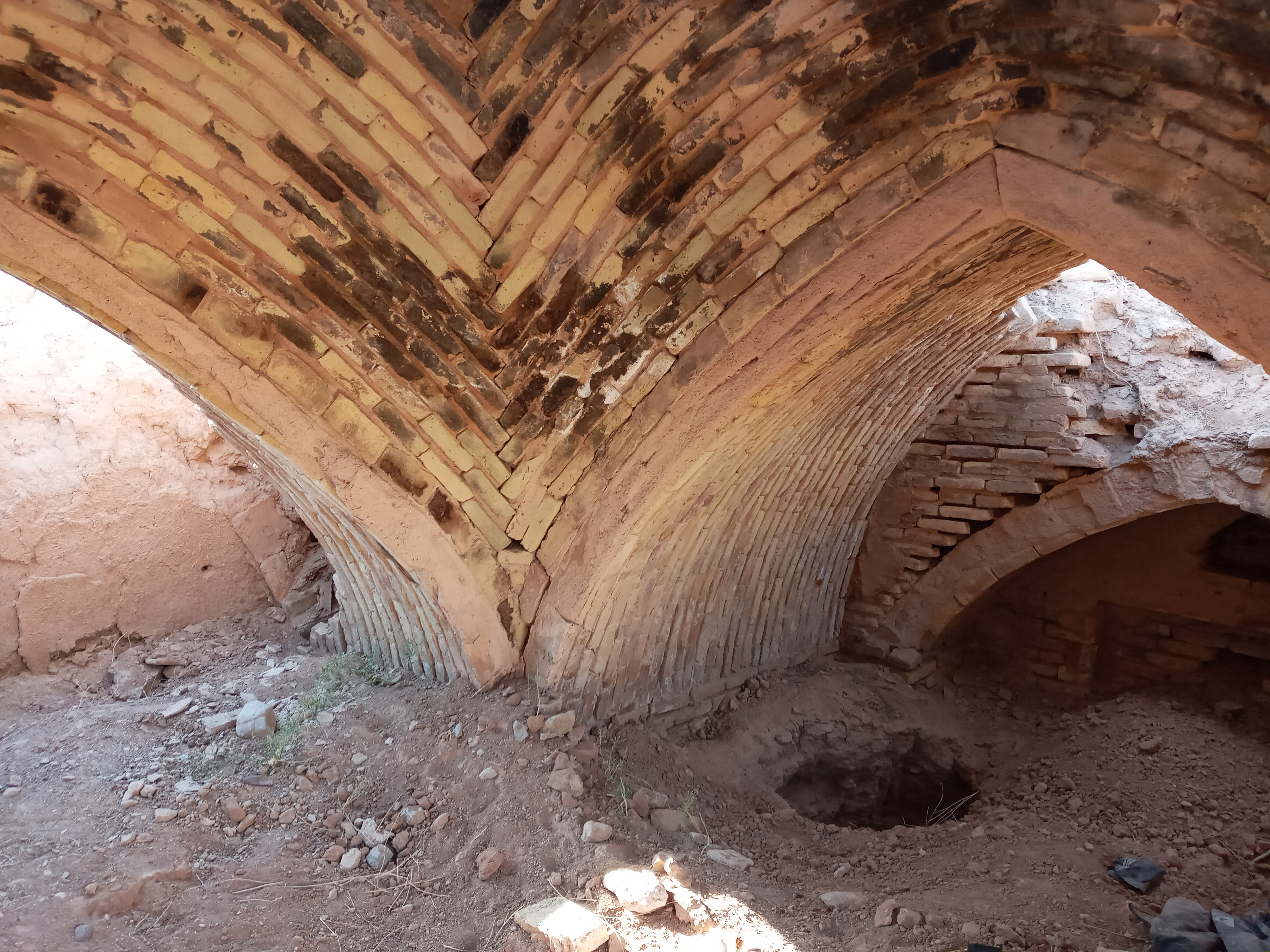
آسیاب‌های آبی طلاآباد
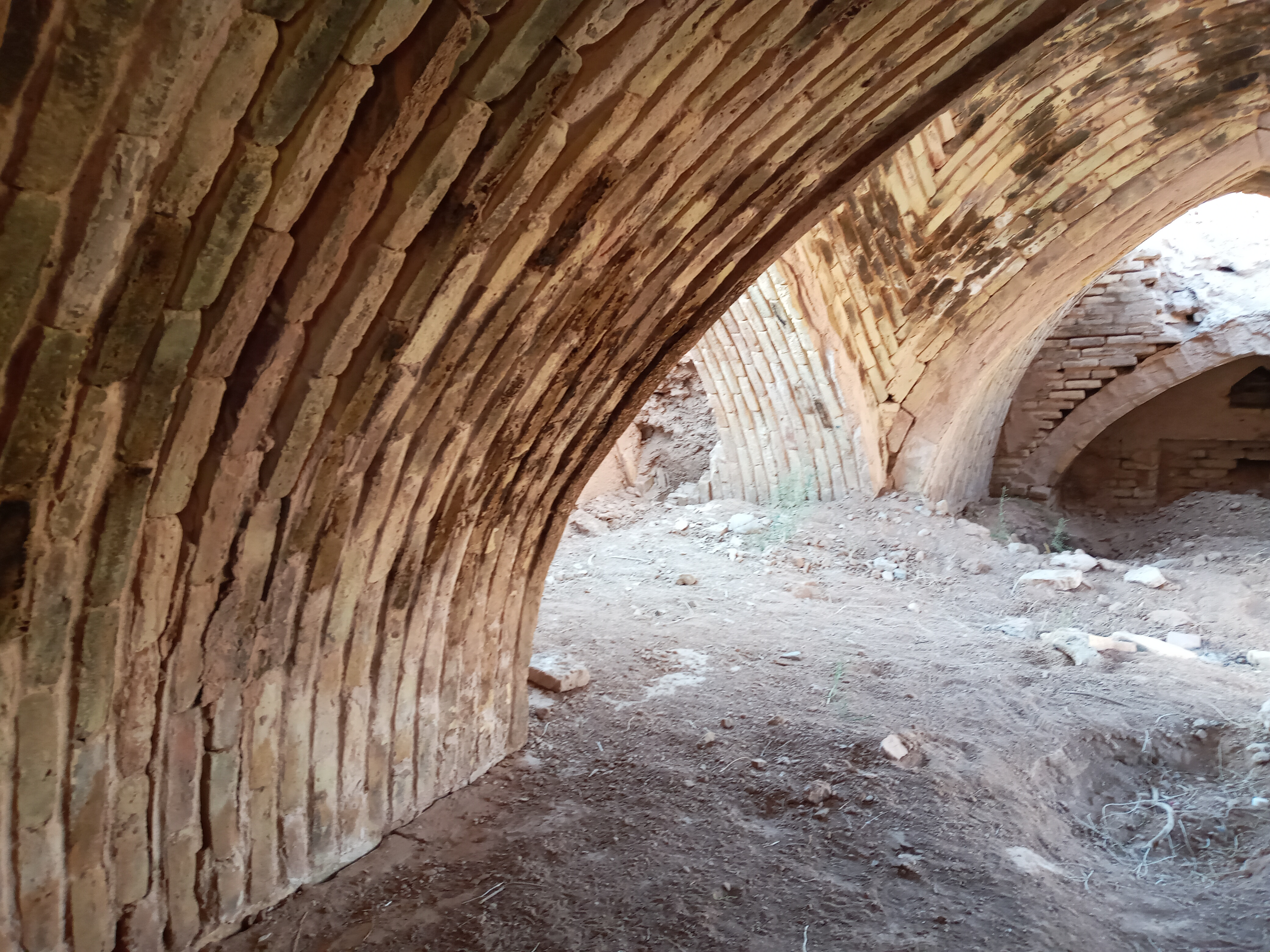
آسیاب‌های آبی طلاآباد